# George McBeath
George McBeath, né vers 1740 et mort le 3 décembre 1812, est un homme politique canadien. Il est le député de Leinster de 1793 à 1796 à la chambre d'assemblée du Bas-Canada pour le Parti bureaucrate.

## Biographie
George McBeath naît en Écosse. Ses parents émigrent au Canada en 1752, où ils s'établissent en Mauricie. Après avoir été apprenti bourrelier, George Mc Beath se lance dans le commerce des fourrures, où il fait fortune.  Il est élu, en 1793, à la chambre d'assemblée du Bas-Canada après la démission de François-Antoine Larocque. Il est le principal instigateur, en 1795, du projet de loi sur la taxation des livres imprimés. Il ne se représente pas aux élections de 1796. Il meurt à Laval, en 1812.